# María Josefa Acevedo de Gómez
Josefa Acevedo de Gómez (Bogotá, 23 de enero de 1803 -Pasca, 19 de enero de 1861). Reconocida como la primera autora de la época republicana, y la primera escritora civil de la historia nacional colombiana, Acevedo no sólo contribuyó a moldear a través de su pluma la literatura y la historia nacional, sino que plantó la semilla de la que germinó el proceso de profesionalización de la mujer escritora en Colombia. Su obra y su vida son singulares y significativas, pues, pese a un alud de circunstancias adversas, logró destacarse en una época en la que la dedicación femenina a las letras –y su expresión pública–, se rechazaba y desconocía.
Acevedo escribió tratados, manuales de conducta, biografías, poesía, ensayos y cuadros de costumbres en donde promulgó activamente las ideas liberales, contradijo la prohibición de participación política que existía para la mujer, señaló injusticias sociales e institucionales, defendió el papel de las mujeres en la conformación de la nueva nación y asumió, desde su oficio de escritora, una misión educativa.
Desde los diversos géneros en los que incursionó, se ocupó de temas como la historia, la educación, el hogar, el matrimonio y la nación y participó enérgicamente en el debate sobre el devenir y la construcción de la nueva república contribuyendo en la formulación de sus modelos, costumbres y principios políticos y morales.

## Vida personal
Primeros años
Josefa Acevedo de Gómez nació en Santafé de Bogotá, entonces capital del Virreinato de Nueva Granada, en 1803. Su nacimiento se produjo en un contexto de importante transición política y sociocultural marcado por el ocaso del orden colonial, el surgimiento de los movimientos independentistas y la incertidumbre frente al futuro y el orden político del país. Su madre, Catalina Sánchez de Tejada, hija de los españoles Teresa Osorio Nieto de Paz e Ignacio Sánchez de Tejada –Teniente de Milicias de Caballería y Oficial Mayor de la Secretaria del Virreinato–, fue una mujer con una educación y cultura excepcionales para la época. Su padre, José Acevedo y Gómez, el "Tribuno del Pueblo", fue un destacado líder de la emancipación contra la monarquía española y uno de los autores del Acta de Independencia de Colombia en 1810. Ambos fueron miembros de familias de gran fortuna e importancia local y entre sus antepasados se encuentran figuras como conquistadores, encomenderos, funcionarios del gobierno colonial y partidarios y activistas de la Independencia. Acevedo fue la cuarta de los diez hijos del matrimonio.

La influencia cultural de sus padres, especialmente de su madre, quien se encargó de la formación de los hijos, fue decisiva en su infancia. Acevedo la presenta como una mujer severa, de quien recibió 
“muchas lecciones de moral, buenos ejemplos, la educación mujeril necesaria para gobernar en una casa con economía, aseo y orden, las más tocantes advertencias e instrucciones sobre nuestra santa Religión, y mil preceptos, consejos y amonestaciones.”
Sin duda, su labor influyó para que todos los miembros de la familia Acevedo Tejada alternaran su participación en la vida política y militar de la República con su interés por la ciencia y las artes.
Su familia, profundamente liberal, gozaba de una buena posición social, poseía un significativo capital económico, sobresalía en el campo intelectual de la región y participaba activamente en la política. Por ello, desde temprana edad, la escritora encontró en su hogar las herramientas para subsanar algunas de las falencias educativas que, por disposiciones de la época, le perjudicaban en mayor medida, en función de su género, que a sus hermanos. Rodeada de los volúmenes de la biblioteca privada de su padre, una de las más importantes de la época, Josefa descubrió su afición por la lectura, manifestó su sensibilidad y desarrolló su curiosidad intelectual. Fue allí donde afloró en ella el deseo de escribir y donde se irguieron los pilares que la llevaron a convertirse en la primera autora de la época republicana y en la primera escritora civil de la historia nacional colombiana.

Aunque el desarrollo y la solidez de la formación intelectual de la escritora fueron facultados por sus privilegios de clase, la agitación e incertidumbre política de la época afectaron su vida, especialmente debido a la inseguridad y riesgo que rondaban a las familias patriotas como la suya. Fue finalmente la persecución a los ideólogos del movimiento de insurrección independentista lo que terminó cobrando la vida de su padre.  En 1815, como consecuencia de la ‘reconquista’ del territorio neogranadino encabezada por Pablo Morillo, y tras abolir la Constitución de Cádiz, los principales ideólogos y dirigentes de las instituciones republicanas e independentistas, entre los cuales se encontraba José Acevedo Gómez, huyeron para evitar su detención. Durante la ausencia paterna, Catalina Sánchez de Tejada, quedó a cargo del sostenimiento del hogar y de la educación de los hijos. Tras pasar un año en exilio, y luego de refugiarse más de cinco meses en zonas selváticas del sur del país, José Acevedo enfermó y falleció en mayo de 1817. Cuenta la escritora: 
“la adversidad me separó muy pronto de mi padre, que emigró a las montañas a la aproximación del ejército pacificador. Entonces mi sensibilidad se avivó. Empecé a llorar por él, por las desgracias de la Patria y por la muerte de tantos amigos y deudos de mi padre, que diariamente eran arrastrados al patíbulo. Escribía sobre estos sucesos rasgos sentimentales y elegías profundamente tristes; llevaba una especie de diario de las tiranías dé los expedicionarios, y las pintaba con todos sus horrores”.
Producto de su refugio en la escritura surge el poema “Una tumba en los Andaquíes” (1823), dedicado a la memoria de su padre y compilado en Poesías de una granadina (1854). Años más tarde, también en memoria de su padre, publica en Cuadros de la vida privada de algunos granadinos la biografía del prócer (1861).
Matrimonio e hijos
En 1822, cuando Josefa Acevedo tenía diecinueve años, Diego Fernando Gómez Durán le propuso matrimonio. El jurista era primo hermano de su padre, le llevaba dieciocho años y tenía para entonces un hijo de cinco años llamado Joaquín Gómez. A pesar de que el suyo fue un matrimonio sin amor, quizás considerando aquella como su única oportunidad de tener un hogar propio, Acevedo aceptó la propuesta de Gómez. La pareja se casó el 9 de abril de 1822, se estableció en la hacienda El Chocho, en Fusagasugá, y conformó una familia. De la relación nacieron tres hijas: Amalia Julia (1823), quien murió antes de cumplir los dos años, Amalia Luisa (1825) y Rosa María (1833), casadas después con Ruperto Ferreira y Anselmo León. 
Una vez radicada en la hacienda, además de dedicarse a las tareas domésticas, Acevedo continuó con su formación.  Gómez Durán, señalado por ser, además de inteligente e instruido, un hombre autoritario e irascible, animó el cultivo intelectual de su esposa. Bajo su dirección, leyó literatura, aprendió francés y estudió gramática, geografía, aritmética e historia. Deseosa de instruirse para ser una compañera inteligente y juiciosa, fue una alumna atenta y empeñada en cultivarse y desarrollarse intelectualmente. Durante los once años que duró el matrimonio, Acevedo de Gómez equilibró su estudio y consagración a la escritura con la administración del hogar y la crianza y educación de los hijos. Ya que la escritora señaló a la mujer –en tanto madre y esposa– como el motor de la vida pública desde el hogar, ella misma no sólo se preocupó por ser la regente de su casa y su familia, sino también por seguirse formando, a lo largo de toda su vida, según el paradigma de feminidad liberal.
Separación

“Mi mujer… se separó de mí, cosa sin mi consentimiento”, escribió Gómez Durán en su testamento. En 1833, el mismo año en el que nació su última hija, en un acto sin precedentes dentro de la élite del momento, Josefa Acevedo se separó del político. Mucho antes de la proclamación de la Ley del Matrimonio civil y el divorcio,  desafiando los ideales del comportamiento, la escritora tomó la decisión de separarse y enfrentarse a una sociedad en la que se consideraba que el matrimonio era una sociedad indisoluble. A través de alegatos y argumentaciones jurídicas, Acevedo consiguió dejarle y, a pesar de las penurias económicas y el ostracismo social al que se vio expuesta, afirmó con ello su libertad individual, se asumió como escritora y se lanzó a la búsqueda de la independencia económica. Sobre las separaciones matrimoniales constan dos apreciaciones de la escritora. En su primer libro, el Ensayo sobre los deberes de los casados (1844), Acevedo escribió: 
“Otros no se separan; más, ¡qué triste es el cuadro que ofrece su vida en el recinto de su casa! Riñas, celos, quejas, intrigas, engaños y desconfianzas. Cuanto desagrado puede producir la aversión y todos los desórdenes que causa la discordia, se reúnen dentro de esos muros en donde habitan la desgracia y la aflicción”.
Por su parte, en los consejos que escribió para su hija Rosa María y su yerno Anselmo León afirmó:
“No hay desgracia que compararse pueda a la de un matrimonio desavenido y las consecuencias de la separación de dos casados, sobretodo [sic] si tienen familia, son inmensas y funestas y solo dejan en el corazón el germen amargos de eternos remordimientos. Yo lo he probado”.
Una vez separada, Acevedo se centró en la materialización de su obra, fue maestra de una escuela fundada por ella en Guaduas y publicó de manera exitosa varios de sus trabajos. Debido a que la escritora discurrió ampliamente sobre los modelos de conducta y el paradigma de la feminidad, trazar este episodio de su vida puede arrojar luces sobre su posición y discurso frente al género y su despliegue particular en la época.   
Muerte
El 19 de enero de 1861, en Pasca, acompañada de su hija Rosa y su yerno Anselmo, murió Josefa Acevedo. Poco antes de morir Acevedo escribe una nota autobiográfica. Su nieto, Adolfo León-Gómez, la publica en 1910 dentro del libro El tribuno de 1810, homenaje a José Acevedo y Gómez. “Murió a los pocos días de escrito esto, después de haber sufrido con resignación heroica los agudos dolores de su enfermedad”, anota León-Gómez al presentarla. En su “Noticia autobiográfica” Josefa Acevedo hace un inventario de su vida personal y pública y rememora episodios de su vida doméstica y de su carrera intelectual. Se despide en esa pieza contentándose con saber que en sus descendientes se podrían encontrar dignos modelos que, con su ejemplo, honrarían tanto la memoria de Diego Fernando Gómez Durán como la suya. 

## Obra
Como muchas de las autoras de su época, Josefa Acevedo acudió al seudónimo (firmó con las siglas J.A. de G. y J. A. G. y también como “Una Granadina” o “Una señora granadina”) y al anonimato. Pese a que varias de sus publicaciones fueron un éxito en ventas, sin parangón entre mucho de lo que publicaron sus pares masculinos, la escritora no sólo fue marginalizada por la historiografía literaria nacional, sino que también tuvo que lidiar con el silencio y el olvido a lo largo de su vida.
Respecto a su obra y oficio, José María Vergara y Vergara afirmó que a Josefa Acevedo “le sobraba talento y le faltaban formación literaria, tiempo y ocasiones". Pese a ello, según Rafael Pombo, Acevedo se hizo a un lugar dentro de las letras colombianas junto a escritoras como Silveria Espinosa de Rendón (1815-1886) y Soledad Acosta de Samper (1833-1913).
Su primera obra, Ensayo sobre los deberes de los casados, circuló por primera vez en 1845 y fue reimpresa cinco veces en el país. Tan sólo en la quinta edición se le da crédito como autora. En 1848, publicó su Tratado de economía doméstica para uso de las madres de familia y de las amas de casa con la Imprenta Gaitán de Bogotá. En su época, ambos manuales gozaron de gran éxito y se convirtieron en un material de lectura obligatorio en los hogares de la burguesía urbana bogotana. Considerado un best seller de la época, su Ensayo también llegó a ser editado en Nueva York y en París.Acevedo fue al parecer la primera mujer colombiana en escribir obras de teatro. A pesar de que no se conserva ninguna, testigos afirman que fueron presentadas en su casa familiar ante literatos de la época como Vargas Tejada y Rufino Cuervo, entre otros. Asimismo, entre sus trabajos se encuentran varias biografías, incluidas las de su padre, calificada como una de las piezas ejemplares de este género en Colombia; la de su esposo; la de su hermano, José Acevedo Tejada; la de su primo, el escritor Luis Vargas Tejada; y la de Vicente Azuero. En el campo de la poesía se conservan sus Poesías de una granadina (1853), libro que contiene poemas escritos desde 1823. Finalmente, sus Cuadros de la vida privada de algunos granadinos copiados al natural para instrucción y divertimento de los curiosos fueron publicamdos después de su muerte con un prólogo biográfico de José María Vergara y Vergara. "El triunfo de la generosidad sobre el fanatismo político", "El soldado", "Valerio o el calavera", "Anjelina", "La caridad cristiana", "El pobre Braulio", "La vida de un hombre" y "Mis recuerdos de Tibacui", todas narraciones cortas que ilustran trozos de la vida de diversos personajes colombianos. Escritos desde un lugar otro, sus cuadros prestan su voz y oído a historias de poblaciones poco presentes en la época como narradores.
Sin duda, el acervo de la obra publicada por Josefa Acevedo refleja una carga política definida: sus consejos sobre la economía doméstica y la vida de los casados buscaron hacer de la mujer la impulsora y administradora del modelo familiar en formación y su visión de la familia como una empresa doméstica se fundó en el deseo de engrandecer con sus esfuerzos a toda la nación. Su devoción a la nación y a la empresa de constitución de una identidad y forma nacional revelan su papel de intelectual moderna. Una intelectual que no sólo se insertó en los debates republicanos del momento, sino que también pensó a profundidad su propia posición, papel y alcance frente a estos. 
Pese a que sus movimientos en el campo de las letras se desplazaron en los límites impuestos por el sistema de géneros que estaba vigente, Josefa Acevedo logró intervenir y destacarse en el espacio público, un reducido escenario para las mujeres. Su ajuste al modelo político y religioso dominante le permitió figurar públicamente y su insistencia en no pretender glorias literarias y el impulso de esconderse tras el seudónimo y el anonimato ponen en evidencia la incomodidad que la escritura de las mujeres suscitaba en la época. 

## Selección de obras
(1845). Ensayo sobre los deberes de los casados escrito para los ciudadanos de la Nueva Granada, Bogotá: M. Espinosa. 
(1848). “Josefa Acevedo de Gómez.” El parnaso granadino, colección escogida de poesías nacionales. Ed. José Joaquín Ortiz. Bogotá: Imprenta de Ancizar.
(1848). Tratado sobre economía domestica para el uso de las madres de familia i de las amas de casa. Bogotá: Imprenta de José A. Cualla.
(1850). Acevedo de Gómez, Josefa y Alfonso Acevedo. Biografía del jeneral José Acevedo Tejada. Bogotá. Imprenta del Neogranadino.
(1854). Poesías de una granadina. Bogotá: Imprenta de F. Torres Amaya.
(1854). Biografía del doctor Diego Fernando Gómez. Bogotá. Imprenta de F. Torres Amaya.
(1855). Biografía del teniente coronel Alfonso Acevedo Tejada. Bogotá: Imprenta de Francisco Torres Amaya.
(1857). Oráculo de las flores y de las frutas. Bogotá: Imprenta de Francisco Torres Amaya,
(1858). El lenguaje de las flores y de las frutas con el oráculo. Bogotá: Imprenta de Francisco Torres Amaya.
(1860). Recuerdos nacionales. José Acevedo y Gómez. Bogotá: Imprenta de Pizano y Pérez.
[1860] (1910). Fragmentos del testamento de la señora Acevedo de Gómez. En: Adolfo León Gómez. El tribuno de 1810(pp. 337-341). Biblioteca de Historia Nacional. Vol. VII. Bogotá: Imprenta Nacional.
[1861] (1910), Autobiografía de doña Josefa Acevedo de Gómez. En: Adolfo León Gómez. El tribuno de 1810 (pp. 331-337). Biblioteca de Historia Nacional. Vol. VII. Bogotá: Imprenta Nacional.
(1861). Cuadros de la vida privada de algunos granadinos, copiados al natural para instrucción i divertimiento de los curiosos. Bogotá: Imprenta El Mosaico. 